# Saison 13 des Simpson
Vous lisez un « bon article » labellisé en 2016.
Chronologie
Saison 12 Saison 14
La treizième saison des Simpson est diffusée pour la première fois aux États-Unis par Fox entre le 25 janvier 2010 et le 19 février 2010. En France, elle est diffusée du 4 septembre 2002 au 30 novembre 2002 sur Canal+ et en Belgique entre le 24 octobre 2002 et le 22 novembre 2002 sur Club RTL. En Suisse, elle était diffusée sur RTS Deux. Le show runner de cette saison est pour la première fois Al Jean qui produit dix-sept épisodes, les cinq autres ayant été produits par Mike Scully durant la saison précédente.
La longévité de la série soulève quelques questions pour les fans, notamment concernant l'ambiance générale de la série et la qualité des scénarios. L'épisode Les Simpson l'ont déjà fait de la sixième saison de South Park critique à ce propos Les Simpson, soulignant le fait que la série a déjà évoqué tous les sujets possibles. Néanmoins lors de l'épisode Tout sur Homer, les créateurs de la série répondront avoir encore assez d'histoires pour de nombreuses années. L'épisode Aventures au Brésil sera la raison de fortes critiques de la part des habitants de Rio de Janeiro, la ville y étant décrite comme insalubre et dangereuse.
La saison remporte l'Annie Award de la meilleure production télévisuelle et est nommée pour plusieurs autres récompenses, comprenant deux Emmy Awards, trois Writers Guild of America Awards et un Environmental Media Award. Les Simpson se positionne à la trentième place des audiences de la saison aux États-Unis avec une moyenne de 12,4 millions de téléspectateurs par épisode. C'est le deuxième meilleur score de la Fox après Malcolm. Le coffret DVD de la saison, à l'effigie de Ralph Wiggum, sort en région 1 le 24 août 2010, en région 2 le 20 septembre de la même année et en région 4 le 1er décembre. C'est également au cours de cette saison que commence la production du film qui sortira en 2007.

## Production

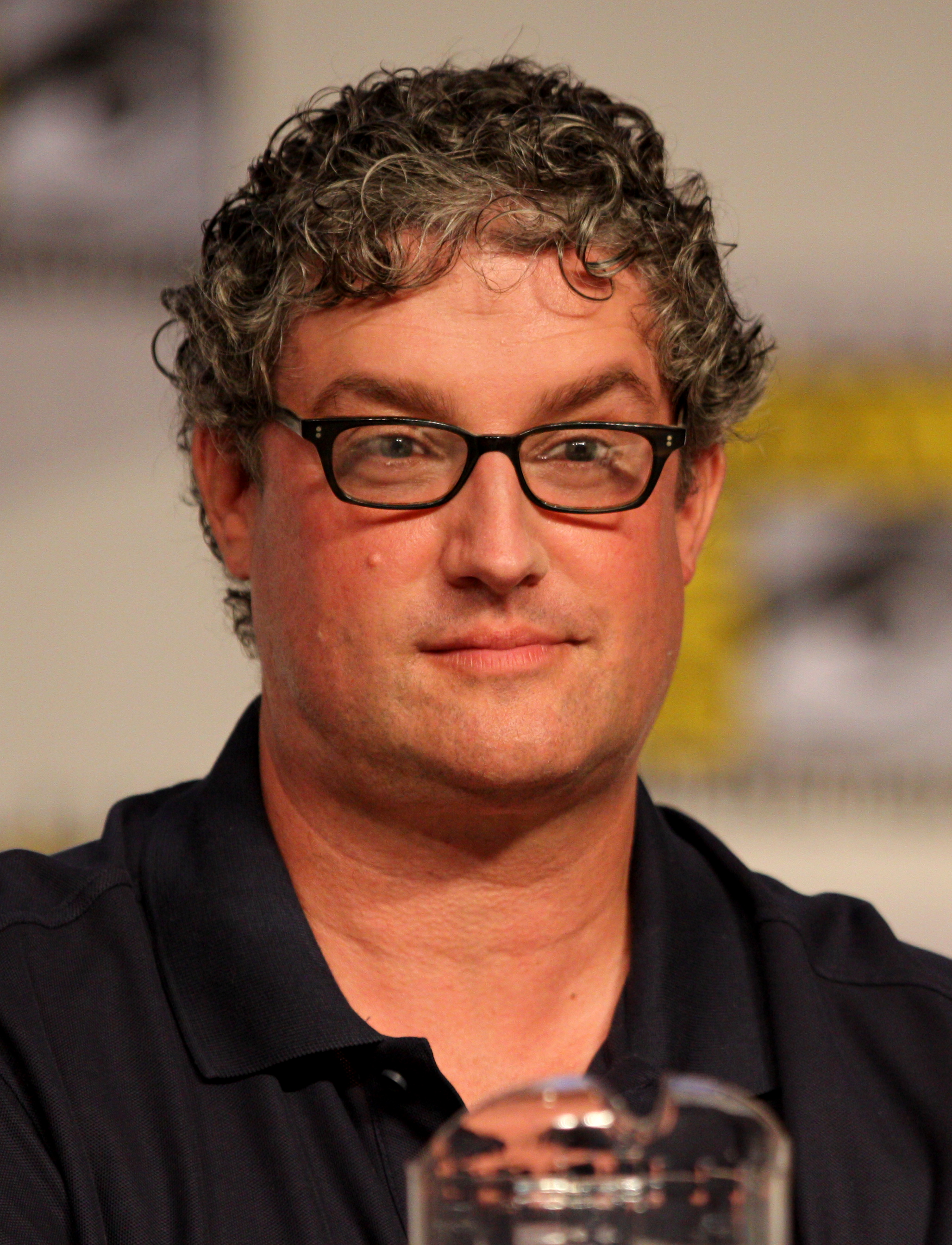
Al Jean fait son retour en tant que show runner mais en solo pour la série.

Mike Scully est le show runner de la série Les Simpson de la neuvième à la douzième saison. Cinq des épisodes qu'il produit pendant la douzième saison sont diffusés dans le cadre de cette treizième saison. Il s'agit des épisodes Simpson Horror Show XII, Les parents trinquent, Les Maux de Moe, Aphrodite Burns et La Vieille Peur d'Homer. Il laisse sa place à Al Jean, l'un des premiers scénaristes de la série, qui tient déjà ce rôle avec Mike Reiss lors des troisième et quatrième saisons avant de quitter l'équipe de production en 1993. Il réintègre la série à plein temps pendant la dixième saison, sans Mike Reiss,. Al Jean qualifie son travail d'« enrichissant et avec beaucoup de responsabilités » et pense que « le fait que les gens aiment tellement cela » est « génial ». Il conservera ce poste pendant seize ans jusqu'à la vingt-huitième saison.
Joel H. Cohen, Dana Gould, Bill Freiberger, Andrew Kreisberg, Josh Lieb et Matt Warburton écrivent tous leur premier scénario lors de cette saison, alors que George Meyer et Bob Bendetson quittent la série à son terme,. Aucun nouveau réalisateur n'intègre la série, seule Jen Kamerman réalise son dernier épisode au cours de cette saison.
Les Simpson durent depuis si longtemps que quelques fans se demandent si la qualité des scénarios et l'ambiance générale de la série n'en pâtissent pas. L'épisode de la sixième saison de South Park, Les Simpson l'ont déjà fait critique à ce propos Les Simpson, soulignant le fait que la série a déjà évoqué tous les sujets possibles. Les producteurs de la série décident de répondre à cette critique lors de l'épisode Tout sur Homer, une compilation de plusieurs extraits significatifs des frasques d'Homer, qui se conclut sur une chanson affirmant : « Pardon pour les extraits ! On a plein d'histoires pour des années... »,,. C'est également au cours de la production de cette saison que, dans l'ombre, commence la conception du film qui sortira en 2007.
La saison est diffusée pour la première fois aux États-Unis entre le 6 novembre 2001 et le 22 mai 2002. En France, elle est diffusée du 4 septembre au 30 novembre 2002 sur Canal+. La diffusion souffre néanmoins d'un manque d'exposition certain. En effet, les épisodes sont diffusés à 6 h 35 du matin à une fréquence qui ne cesse de changer. Toutefois, à partir de décembre, la chaîne décide de les rediffuser quotidiennement à 18 h 25. En Belgique, la saison est diffusée du 24 octobre au 22 novembre 2002 sur Club RTL. Au cours de cette saison, les personnages Constance Harm, Annette Taylor, Cora, Nadia-bète Spuckler, Gloria, Leo, Walter Mondale, Garth Motherloving et Greta Wolfcastle font leur première apparition.

## Accueil

### Audiences
Les épisodes de cette saison sont comme à l'accoutumée diffusés aux États-Unis à 20 h tous les dimanches. La saison se positionne à la trentième place du classement des audiences américaines de la saison 2001-2002, avec une moyenne de 12,4 millions de téléspectateurs, soit une diminution de 15,6 % par rapport à la saison précédente. Les Simpson est le deuxième programme de la Fox le plus regardé après Malcolm.

### Réception critique

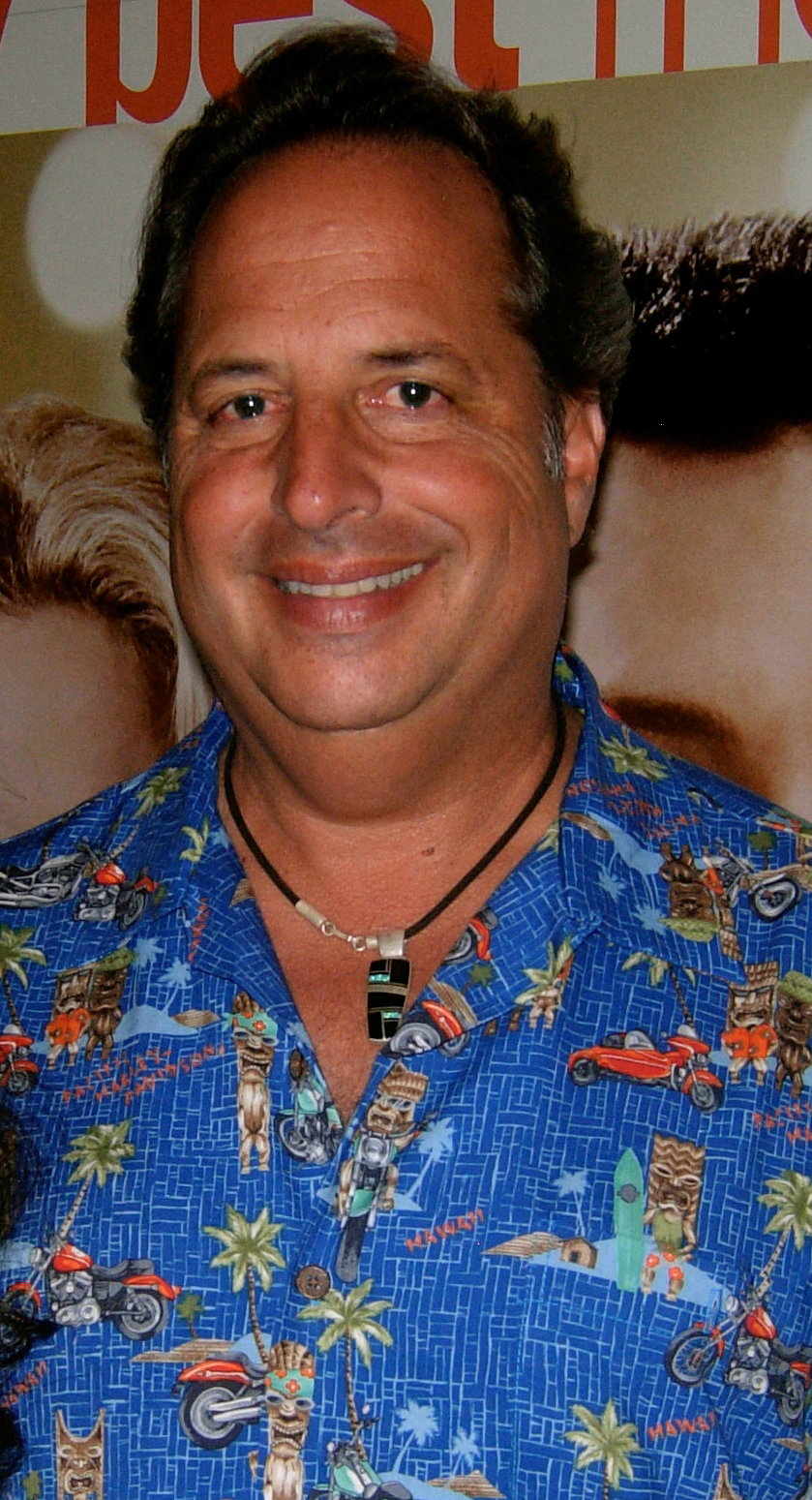
La participation de Jon Lovitz à l'épisode Proposition à demi indécente dans le rôle d'Artie Ziff est classée par IGN à la huitième place des meilleures participations à la série et permet à l'épisode de recevoir de nombreuses critiques positives.

Même si l'épisode Aventures au Brésil sera la raison de fortes critiques de la part des habitants de Rio de Janeiro, la ville y étant décrite comme insalubre et dangereuse, la saison reçoit des critiques plutôt positives, remarquant notamment un certain retour à l'humour originel de la série. Le site DVDDizzy se demande comment le DVD de la saison peut-il « attirer quelqu'un à regarder un ensemble d'épisodes datant de moins d'un an » et il répond « vachement bien ». Il explique que « pratiquement tout ce qui fait des Simpson ce qu'ils sont, peut être trouvé [dans cette saison]. Notamment la large distribution d'habitants de Springfield utilisée à la perfection... De toute évidence, il s'agit là d'une réelle envie exprimée par les producteurs dans la création de chaque épisode ». Il ajoute : « la façon dont la série peut rester aussi fraîche et nette après treize ans de diffusion est presque miraculeuse ». Le site explique que « chaque instant n'est pas forcément brillant. Après un début difficile, la saison frappe dans le mille lors de quelques épisodes. Même si les plaisanteries sont parfois terre-à-terre, c'est certain d'être amusé au moins pendant quelques moments à chaque épisode. Les graphismes n'ont pas beaucoup changé. Les hommages et les références culturelles sont de bon goût, comprenant de superbes parodies de films culte, d'émissions télévisées et de romans [et] comme d'habitude, des tonnes de célèbres guest stars prêtent leur voix, certaines s'incarnant elles-mêmes, d'autres prenant le rôle de personnages fictifs. »
Adam Rayner de WhatCulture écrit que « la treizième saison représente une période pendant laquelle la série a renoué avec l'humour originel tiré de situations ancrées dans une réalité, qui bien qu'accrue, pourrait ressembler à la vôtre et à celle de votre famille, tout en basculant lentement dans le surréalisme et le burlesque. »
L'épisode Proposition à demi indécente prend la place du meilleur épisode de la saison dans le classement des meilleurs épisodes des vingt premières saisons, effectué par le site IGN en 2010. IGN dresse également la liste des vingt-cinq meilleures apparitions de célébrités de toute l'histoire de la série, classant Jon Lovitz pour le rôle d'Artie Ziff dans Proposition à demi indécente à la huitième place. En août 2016, Robert Keeling de Den of Geek effectue la liste des cinquante meilleurs épisodes des Simpson, incluant l'épisode L'Herbe médicinale à la quarante-sixième position.

### Récompenses et nominations
En 2002, Les Simpson remporte l'Annie Award de la meilleure production animée pour la télévision pour la onzième fois consécutive.
L'épisode Sans foi ni toit est nommé aux Emmy Awards dans la catégorie du meilleur programme d'animation de moins d'une heure, prix remporté par l'épisode Tout se termine bien à Roswell de la troisième saison de Futurama. La chanson Ode à Branson de l'épisode La Dernière Folie de grand-père écrite par Alf Clausen et Jon Vitti est nommée pour l'Emmy Award des meilleures musiques et paroles, prix remporté par Les Griffin.
L'épisode Un homme et deux femmes est nommé pour l'Environmental Media Award du meilleur épisode de télévision comique. Trois épisodes sont nommés dans la catégorie animation des Writers Guild of America Awards, Aventures au Brésil, écrit par Bob Bendetson, La Passion selon Bart de Don Payne et John Frink et Austère Homer de Matt Selman. Le prix est finalement remporté par l'épisode La Preuve par Dieu de Futurama. C'est la première fois depuis la création de la catégorie que la récompense est remportée par une autre série que Les Simpson.
En 2003, la série est le premier et unique programme animé à être nommé pour le Golden Globe de la meilleure série télévisée musicale ou comique, finalement perdu en faveur de Larry et son nombril.

## Épisodes
| № | #  | Titre                                                                              | Réalisation       | Scénario                                              | Première diffusion                 | Code de prod. | Audience (en millions) |
| --- | -- | ---------------------------------------------------------------------------------- | ----------------- | ----------------------------------------------------- | ---------------------------------- | ------------- | ---------------------- |
| 270 | 1  | Simpson Horror Show XII (Spécial d'Halloween XII) Treehouse of Horror XII          | Jim Reardon       | Joel H. Cohen, John Frink, Don Payne et Carolyn Omine | 6 novembre 2001 30 octobre 2002    | CABF19        | 13,0                   |
| Homer le maudit : Alors que Marge consulte une voyante, Homer entre, se moque d'elle et détruit son lieu de travail. Pour se venger, elle le maudit : il portera malheur à tous ses proches. Le Robot tueur : Marge installe un robot dans sa maison pour qu'elle n'ait plus à faire le ménage. Ce dernier, qui a la voix de Pierce Brosnan tombe amoureux d'elle et décider d'éliminer Homer. Les Petits Sorciers : Bart et Lisa sont à l'école des sorciers avec Harry Potter. Les pouvoirs de Lisa intéressent fortement le seigneur Montymort qui désire les lui voler avec l'aide de son frère...                 |    |                                                                                    |                   |                                                       |                                    |               |                        |
| 271 | 2  | Les parents trinquent (Outrage aux parents) The Parent Rap                         | Mark Kirkland     | George Meyer et Mike Scully                           | 11 novembre 2001 4 septembre 2002  | CABF22        | 14,9                   |
| Alors qu'Homer emmène Bart et Milhouse à l'école, il s'arrête et les dépose en chemin, pour pouvoir participer à un jeu radiophonique. Les deux amis décident de faire l'école buissonnière et montent dans la voiture de police du chef Wiggum. Celle-ci démarre accidentellement et s'écrase contre un arbre. Au tribunal, face au juge Snyder, Milhouse est acquitté mais lorsque le tour de Bart arrive, le juge part en vacances et est remplacé par Me Harm, plus sévère que son prédécesseur. Elle condamne Homer et Bart à être attachés ensemble jusqu'à nouvel ordre...                                      |    |                                                                                    |                   |                                                       |                                    |               |                        |
| 272 | 3  | Les Maux de Moe (Homer à boire) Homer the Moe                                      | Jen Kamerman      | Dana Gould                                            | 18 novembre 2001 11 septembre 2002 | CABF20        | 14,4                   |
| Derrière son bar, Moe déprime et n'arrive plus à trouver de stimulation dans son emploi. Pour retrouver le moral, il retourne à son ancienne université. Pendant son absence, Homer s'occupe tant bien que mal de son bar. De retour, Moe transforme sa taverne lugubre en bar branché. Ses anciens clients et amis n'étant pas à la mode, ils n'y sont plus les bienvenus. Pour compenser, Homer ouvre un bar dans son garage... |    |                                                                                    |                   |                                                       |                                    |               |                        |
| 273 | 4  | Aphrodite Burns (Burns l'aime, elle non plus) Hunka Hunka Burns in Love            | Lance Kramer      | John Swartzwelder                                     | 2 décembre 2001 25 septembre 2002  | CABF18        | 13,4                   |
| Dans un restaurant chinois, Homer est déçu des prédictions qu'il trouve dans les biscuits et décide donc de donner ses idées au patron. Conquis, il lui demande de lui en écrire plusieurs. Quelque temps après, M. Burns en reçoit une lui indiquant qu'il va rencontrer l'amour. Il rencontre Gloria avec laquelle il sort. Mal à l'aise, il demande à Homer de lui donner des conseils pour la séduire... |    |                                                                                    |                   |                                                       |                                    |               |                        |
| 274 | 5  | La Vieille Peur d'Homer (Les 400 D'oh) The Blunder Years                           | Steven Dean Moore | Ian Maxtone-Graham                                    | 9 décembre 2001 9 octobre 2002     | CABF21        | 12,9                   |
| Homer invite sa famille à un dîner-spectacle pour se faire pardonner. Là-bas, il rencontre un hypnotiseur qui le plonge dans ses souvenirs d'enfance. Soudainement, Homer se met à crier de toutes ses forces pendant de longues heures. Il décide alors d'enquêter sur le drame qui a dû se passer quand il était plus jeune et qui l'a mis dans cet état... |    |                                                                                    |                   |                                                       |                                    |               |                        |
| 275 | 6  | Sans foi ni toit (Femme de peu de foi) She of Little Faith                         | Steven Dean Moore | Bill Freiberger                                       | 16 décembre 2001 16 octobre 2002   | DABF02        | 13,2                   |
| Bart et Homer construisent une fusée avec l'aide d'intellos de l'école. Celle-ci décolle et atterrit sur le toit d'une église qui prend feu. Complètement détruite, M. Burns propose de la reconstruire à condition de faire une importante campagne de publicité. Contraint, le révérend Lovejoy accepte. Dégoûtée par cette nouvelle église, devenue un temple de débauche, Lisa décide de se trouver une nouvelle religion... |    |                                                                                    |                   |                                                       |                                    |               |                        |
| 276 | 7  | Un homme et deux femmes (Quelle chicane de famille) Brawl in the Family            | Matthew Nastuk    | Joel H. Cohen                                         | 6 janvier 2002 13 novembre 2002    | DABF01        | 11,8                   |
| Pour passer le temps, les Simpson commencent une partie de Monopoly. Ils finissent par se disputer, si bien que Maggie décide d'appeler la police. Au commissariat, ils rencontrent Gabriel, un assistant social chargé de faire d'eux une famille unie. Ils les emmènent en forêt pour organiser des exercices et des jeux de rôles. À leur retour, ils tombent sur deux femmes prétendant être mariées à Homer et à Ned Flanders... |    |                                                                                    |                   |                                                       |                                    |               |                        |
| 277 | 8  | La Chasse au sucre (La Méthode Marge-tignac) Sweets and Sour Marge                 | Mark Kirkland     | Carolyn Omine                                         | 20 janvier 2002 30 novembre 2002   | DABF03        | 12,3                   |
| Passionné par les records en tout genre, Homer décide d'en organiser un à l'échelle de la ville. Il convoque tous les habitants afin de réaliser la plus grande pyramide humaine du monde. Jimbo et Kearney la font s'écrouler et tous les Springfieldiens dévalent les rues de la ville jusqu'à s'arrêter sur une plate-forme de pesage pour camions. Les juges constatent alors que le poids total est un nouveau record : ils sont officiellement les plus gros du monde. Inquiète de voir que tous les aliments sont à base de sucre, Marge décide de mener une chasse contre ce produit qu'elle juge dangereux... |    |                                                                                    |                   |                                                       |                                    |               |                        |
| 278 | 9  | Austère Homer (Le Masque de fer blanc) Jaws Wired Shut                             | Nancy Kruse       | Matt Selman                                           | 27 janvier 2002 12 novembre 2002   | DABF05        | 14,2                   |
| En échappant aux employés du cinéma avec lesquels il avait été odieux, Homer se heurte à une statue et se brise la mâchoire. Il est condamné par le Docteur Hibbert à porter un appareil l'empêchant de parler et de manger des aliments solides. Pour passer le temps, il va s'occuper avec attention de sa famille... |    |                                                                                    |                   |                                                       |                                    |               |                        |
| 279 | 10 | Proposition à demi indécente (Proposition impossible) Half-Decent Proposal         | Lauren MacMullan  | Tim Long                                              | 10 février 2002 13 novembre 2002   | DABF04        | 13,2                   |
| Contrariée par les ronflements de son mari, Marge rejoint ses sœurs pour passer une soirée entre filles. Elle apprend à la télévision qu'Artie Ziff, l'un de ses anciens camarades, est devenu la cinquième plus grande fortune du pays. Patty et Selma la poussent à lui envoyer un mail. Aussitôt reçu, il débarque en hélicoptère dans le jardin des Simpson. Il offre à Homer un million de dollars pour passer un week-end avec Marge. Au début il refuse, mais Marge lui propose d'accepter pour financer son opération afin de régler ses ronflements...                                                        |    |                                                                                    |                   |                                                       |                                    |               |                        |
| 280 | 11 | La Passion selon Bart (Le Bart a ses raisons) The Bart Wants What It Wants         | Michael Polcino   | John Frink                                            | 17 février 2002 14 novembre 2002   | DABF06        | 11,2                   |
| À la kermesse de l'école privée, Bart rencontre Greta, la fille de Rainier Wolfcastle. Cette dernière tombe amoureuse de lui, sans qu'il ne s'en rende compte. Lisa décide alors de lui ouvrir les yeux. Il annonce alors à Greta qu'il la quitte, pensant qu'elle redeviendra ainsi son amie. Mais elle ne réagit pas comme attendu... |    |                                                                                    |                   |                                                       |                                    |               |                        |
| 281 | 12 | Adieu cow-boy (Le cowboy fait le tour de Springfield) The Latest Gun in the West   | Bob Anderson      | John Swartzwelder                                     | 24 février 2002 18 novembre 2002   | DABF07        | 13,2                   |
| Pour échapper à un chien enragé, Bart se réfugie dans le manoir de Buck McCoy, un acteur de western à la retraite. Il transmet sa passion à Bart qui, enchanté, lance la mode du western à l'école, s'habille en cow-boy et manie le lasso. Sur une idée de Bart et Lisa, Krusty invite Buck dans son émission pour relancer sa carrière. Complètement saoul pendant le tournage, le vieux cow-boy tire accidentellement sur le clown... |    |                                                                                    |                   |                                                       |                                    |               |                        |
| 282 | 13 | La Dernière Folie de grand-père (Le Vieil Homme et la clé) The Old Man and the Key | Lance Kramer      | Jon Vitti                                             | 10 mars 2002 18 novembre 2002      | DABF09        | 14,5                   |
| Olivia, une nouvelle locataire, fait son entrée à la maison de retraite de Springfield. Sous le charme, Abraham lui fait visiter les lieux. Comprenant que pour elle c'est important, Abraham demande à son fils de l'aider à passer son permis. Une fois obtenu, il sort avec sa nouvelle conquête et se sent rajeunir de jour en jour. Mais les Simpson se rendent compte qu'Olivia n'est intéressée que par sa voiture... |    |                                                                                    |                   |                                                       |                                    |               |                        |
| 283 | 14 | To Bart or not to Bart (Contes du domaine public) Tales from the Public Domain     | Mike B. Anderson  | Andrew Kreisberg, Josh Lieb et Matt Warburton         | 17 mars 2002 19 novembre 2002      | DABF08        | 11,7                   |
| Homer reçoit une lettre de la bibliothèque lui indiquant qu'il doit rendre un livre de contes. Avant de le rendre, il décide d'en lire quelques passages. Les Simpson racontent alors les histoires illustrées de la guerre de Troie, de Jeanne d'Arc et d'Hamlet... |    |                                                                                    |                   |                                                       |                                    |               |                        |
| 284 | 15 | Aventures au Brésil (Lisa rêve à Rio) Blame It on Lisa                             | Steven Dean Moore | Bob Bendetson                                         | 31 mars 2002 20 novembre 2002      | DABF10        | 11,1                   |
| Lisa avoue à ses parents que l'importante facture téléphonique du mois est due au fait qu'elle a passé un appel au Brésil, car elle n'avait plus de nouvelles de Ronaldo, un orphelin qu'elle parraine. La famille Simpson, touchée par son histoire, décide de partir pour Rio de Janeiro afin de retrouver Ronaldo. Là-bas, Homer se fait enlever et les ravisseurs demandent une rançon de 500 000 dollars pour le libérer... |    |                                                                                    |                   |                                                       |                                    |               |                        |
| 285 | 16 | L'Herbe médicinale (Stone, Homer est stone) Weekend at Burnsie's                   | Michael Marcantel | Jon Vitti                                             | 7 avril 2002 21 novembre 2002      | DABF11        | 12,5                   |
| Afin de protéger son potager, Marge construit un épouvantail. En pleine nuit, Homer le prend pour un voyou et le détruit. Ayant détruit leur principal ennemi, Homer devient le chef des corbeaux, qui se mettent à le suivre partout. Au début amusé de la situation, il se lasse relativement vite et décide de se séparer d'eux. N'appréciant pas cette tentative, ils l'attaquent. Pour le soigner Dr Hibbert lui prescrit du cannabis... |    |                                                                                    |                   |                                                       |                                    |               |                        |
| 286 | 17 | Tout sur Homer (Le Déclin de l'empire Simpson) Gump Roast                          | Mark Kirkland     | Deb Lacusta et Dan Castellaneta                       | 21 avril 2002 22 novembre 2002     | DABF12        | 12,3                   |
| En attendant Marge sur un banc, Homer raconte son enfance au chef Wiggum, en faisant référence à des scènes d'anciens épisodes. Ensuite, Marge l'emmène à une soirée en son honneur au cours de laquelle plusieurs personnes diffusent des extraits d'épisodes afin de se moquer de lui... |    |                                                                                    |                   |                                                       |                                    |               |                        |
| 287 | 18 | Papa furax (Su-Père Choqué) I Am Furious Yellow                                    | Chuck Sheetz      | John Swartzwelder                                     | 28 avril 2002 25 novembre 2002     | DABF13        | 12,4                   |
| À la suite de l'intervention d'un dessinateur à l'école élémentaire de Springfield, tous les élèves se mettent à dessiner. Bart montre sa première esquisse à Stan Lee qu'il rencontre dans la boutique de bandes dessinées. Ce dernier l'encourageant à persévérer, il choisit de créer une bande dessinée sur Homer. Quelque temps plus tard, un homme lui propose d'adapter son œuvre en web-série animée... |    |                                                                                    |                   |                                                       |                                    |               |                        |
| 288 | 19 | Apu puni (Apu de souffle) The Sweetest Apu                                         | Matthew Nastuk    | John Swartzwelder                                     | 5 mai 2002 26 novembre 2002        | DABF14        | 11,8                   |
| À la fin de la reconstitution de la guerre de Sécession qui a mal tourné à cause des vétérans de la Seconde Guerre mondiale, Homer surprend Apu en train de tromper Manjula avec la vendeuse de Squishees. Mal à l'aise, Homer ne sait pas quoi faire... |    |                                                                                    |                   |                                                       |                                    |               |                        |
| 289 | 20 | La Double Vie de Lisa (Bac et boule de neige) Little Girl in the Big Ten           | Lauren MacMullan  | Jon Vitti                                             | 12 mai 2002 27 novembre 2002       | DABF15        | 11,2                   |
| Pour permettre à l'école de garder son niveau actuel en gymnastique, le principal Skinner offre à Lisa un coach particulier. À son cours, elle rencontre deux étudiantes à qui elle raconte, pour ne pas paraître ridicule, qu'elle est également étudiante. Elle commence à mener deux vies. Pendant ce temps, Bart se fait piquer par un moustique qui lui transmet le syndrome du panda qui l'oblige à rester enfermé dans une bulle pendant une semaine... |    |                                                                                    |                   |                                                       |                                    |               |                        |
| 290 | 21 | Une chaise pour deux (Chaise académie) The Frying Game                             | Michael Polcino   | John Swartzwelder                                     | 19 mai 2002 28 novembre 2002       | DABF16        | 10,8                   |
| La famille Simpson est responsable d'un spécimen d'une espèce rare de chenilles. Ils doivent constamment la rassurer et en prendre soin, sinon elle mourra. Un jour en lui lisant une histoire, Homer l'écrase sans le faire exprès. Il est condamné à des heures d'intérêt pour maltraitance sur chenille. Avec son épouse, ils livrent des plateaux repas pour personnes âgées et au fur et à mesure deviennent les serviteurs de Mme Bellamy. Alors qu'un soir ils la retrouvent morte dans la bibliothèque, Homer est soupçonné du meurtre...                                                                      |    |                                                                                    |                   |                                                       |                                    |               |                        |
| 291 | 22 | Flic de choc (Les Enquêtes gros-bedon) Poppa's Got a Brand New Badge               | Pete Michels      | Dana Gould                                            | 22 mai 2002 29 novembre 2002       | DABF17        | 8,2                    |
| Homer fait disjoncter la centrale nucléaire, si bien que toute la ville est plongée dans l'obscurité. Lisa découvre que sa collection de poupées Malibu Stacy a été volée. Homer mène son enquête et retrouve le coupable. Quelque temps après, il empêche le cambriolage du mini-marché d'Apu. Fort de ses réussites et sur les conseils de Marge, il crée sa propre troupe de sécurité avec Lenny et Carl. Ils sont si efficaces que le maire Quimby les nomme à la tête de la ville... |    |                                                                                    |                   |                                                       |                                    |               |                        |

## Invités

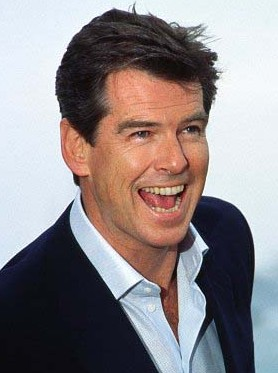
La voix de Pierce Brosnan est une de celles programmables pour le robot ménager de l'épisode Simpson Horror Show XII.

La série Les Simpson fait souvent appel à des guest stars afin qu'elles prêtent leur voix à un personnage ou qu'elles interprètent leur propre rôle. Vingt-six célébrités font partie du casting de cette treizième saison. Les deux premières sont Pierce Brosnan et Matthew Perry tous deux étant des voix programmables sur le robot ménager du Simpson Horror Show XII. À noter qu'en français le doublage de Pierce Brosnan a été effectué par Emmanuel Jacomy, acteur qui lui prête régulièrement sa voix au cinéma. Dans l'épisode Les parents trinquent, l'acteur Jess Harnell donne voix à plusieurs animaux et à Charlton Heston. Dans le même épisode, Jane Kaczmarek, connue pour avoir interprété Loïs la mère de Malcolm dans la série éponyme, prête pour la première fois sa voix au personnage du juge Constance Harm. Le personnage refait également une apparition dans l'épisode Un homme et deux femmes. L'épisode Les Maux de Moe fait intervenir le groupe de rock américain R.E.M. pour jouer dans le nouveau bar de Moe. Dans l'épisode Aphrodite Burns, George Takei double un serveur asiatique et Julia Louis-Dreyfus double Gloria, la petite-amie de M. Burns. Le personnage de Gros Tony fait une apparition dans La Vieille Peur d'Homer et dans Flic de choc doublé comme habituellement par Joe Mantegna,. La Vieille Peur d'Homer fait également appel à la légende américaine Paul Newman et à la chanteuse galloise Judith Owen, qui est par ailleurs la femme d'Harry Shearer, un des doubleurs de la série, pour interpréter leurs propres rôles.

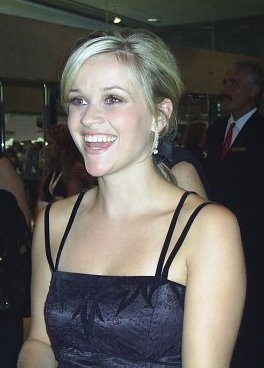
L'actrice Reese Witherspoon prête sa voix à Greta Wolfcastle, la fille de Rainier, la petite-amie de Bart dans La Passion selon Bart.

L'épisode Sans foi ni toit est marqué par la participation dans son propre rôle de Richard Gere, acteur notamment connu pour tenir le rôle-titre du film Pretty Woman, en train de conseiller à Lisa d'opter pour le Bouddhisme. En France, l'acteur qui lui prête régulièrement sa voix, Richard Darbois, est venu participer également au doublage. Gabriel, l'assistant social de l'épisode Un homme et deux femmes, est interprété par l'acteur britannique Delroy Lindo. Dans l'épisode suivant, La Chasse au sucre, Marge rencontre le patron de la société de sucre Motherloving, interprété par Ben Stiller. Un des chiens homosexuels lors du défilé de la gaypride de l'épisode Austère Homer est doublé par John Kassir. Dans Proposition à demi indécente, le séducteur Artie Ziff fait son retour, ainsi que celui de son doubleur habituel, Jon Lovitz. La petite-amie de Bart dans La Passion selon Bart, Greta Wolfcastle, est doublée par l'actrice Reese Witherspoon. Le même épisode fait appel au chef cuisinier autrichien Wolfgang Puck pour tenir son propre rôle.

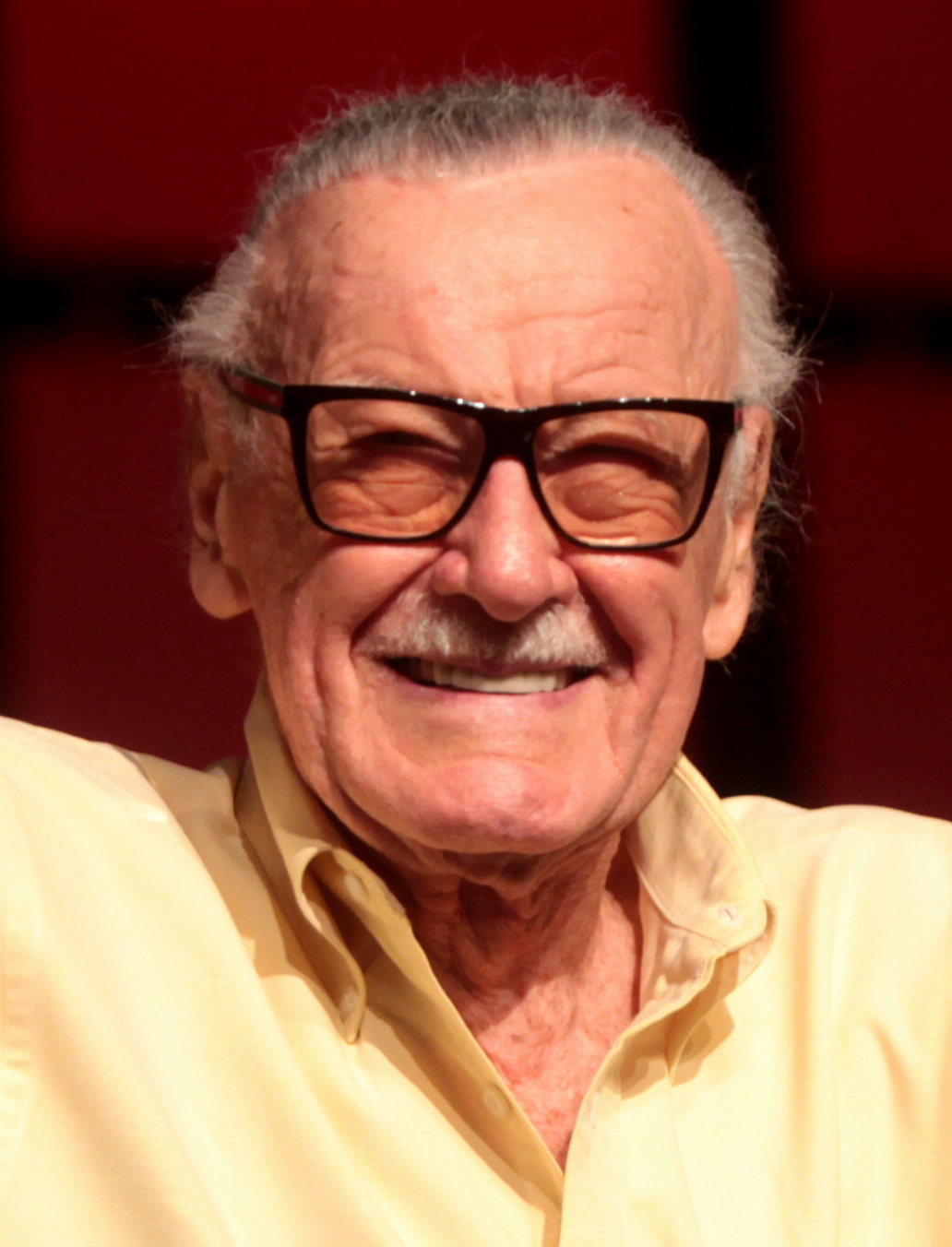
L'éditeur américain de bandes dessinées Stan Lee conseille à Bart de continuer ses œuvres dans Papa furax.

L'acteur de western américain Dennis Weaver prête sa voix à son homologue Buck McCoy dans Adieu cow-boy. Les acteurs Bill Saluga et Olympia Dukakis interprètent respectivement les personnages de Ray J. Johnson et Olivia dans l'épisode La Dernière Folie de grand-père. Le groupe de rock Phish donne un concert en faveur de la légalisation du cannabis dans L'Herbe médicinale. Dans Papa furax, Stan Lee, l'une des personnalités les plus importantes de Marvel, fait une apparition dans son propre rôle pour conseiller à Bart de s'accrocher dans sa conception de bandes dessinées. L'écrivain et poète américain James Lipton interprète son propre rôle en tant que présentateur d'une émission sur l'Actors Studio dans Apu puni. Dans La Double Vie de Lisa, l'écrivain Robert Pinsky fait la lecture d'une de ses œuvres dans un café littéraire. Dans l'épisode Une chaise pour deux, Carmen Electra prête sa voix à elle-même et Frances Sternhagen à Mme Bellamy.

## Sortie VHS et DVD
Depuis la cinquième saison, les saisons des Simpson ne sortent plus en coffret VHS. Néanmoins l'épisode Simpson Horror Show XII apparaît dans la compilation Horror Show sorti le 28 mai 2003
La treizième saison est commercialisée par la 20th Century Studios Home Entertainment aux États-Unis et au Canada le 24 août 2010. En plus de chaque épisode de la saison, le coffret contient des bonus, des animatiques, des scènes coupées, des commentaires audio pour chaque épisode, et bien plus encore. Comme pour les saisons précédentes le coffret sort en deux formats différents, le format rectangulaire habituel et une « édition collector limité » dont la forme reprend, cette année-là, celle de la tête de Ralph Wiggum.
| L'intégrale de la saison 13 | | | | |
| Détails, | Détails, | Détails, | Détails, | Caractéristiques, |
| - 22 épisodes - 3 disques (Blu-ray) - 4 disques (DVD) - Aspect ratio 1.33:1 - Langues : (DVD) - Anglais (Dolby Digital 5.1, avec sous-titres) - Français (Dolby Digital, avec sous-titres) - Espagnol (Dolby Digital, avec sous-titres) - Langues : (Blu-ray) - Anglais DTS-HD Master Audio avec sous-titres) - Français québécois (Dolby Digital, 5.1) - Espagnol (Dolby Digital, avec sous-titres) | - 22 épisodes - 3 disques (Blu-ray) - 4 disques (DVD) - Aspect ratio 1.33:1 - Langues : (DVD) - Anglais (Dolby Digital 5.1, avec sous-titres) - Français (Dolby Digital, avec sous-titres) - Espagnol (Dolby Digital, avec sous-titres) - Langues : (Blu-ray) - Anglais DTS-HD Master Audio avec sous-titres) - Français québécois (Dolby Digital, 5.1) - Espagnol (Dolby Digital, avec sous-titres) | - 22 épisodes - 3 disques (Blu-ray) - 4 disques (DVD) - Aspect ratio 1.33:1 - Langues : (DVD) - Anglais (Dolby Digital 5.1, avec sous-titres) - Français (Dolby Digital, avec sous-titres) - Espagnol (Dolby Digital, avec sous-titres) - Langues : (Blu-ray) - Anglais DTS-HD Master Audio avec sous-titres) - Français québécois (Dolby Digital, 5.1) - Espagnol (Dolby Digital, avec sous-titres) | - 22 épisodes - 3 disques (Blu-ray) - 4 disques (DVD) - Aspect ratio 1.33:1 - Langues : (DVD) - Anglais (Dolby Digital 5.1, avec sous-titres) - Français (Dolby Digital, avec sous-titres) - Espagnol (Dolby Digital, avec sous-titres) - Langues : (Blu-ray) - Anglais DTS-HD Master Audio avec sous-titres) - Français québécois (Dolby Digital, 5.1) - Espagnol (Dolby Digital, avec sous-titres) | - Un petit mot de Matt Groening - Commentaires audio pour chaque épisode - Animatiques et storyboards Les parents trinquent et La Chasse au sucre - Scènes coupées avec ou sans commentaires - Simpson Horror Show XII - Les parents trinquent - Aphrodite Burns - La Vieille Peur d'Homer - Sans foi ni toit - La Chasse au sucre - Proposition à demi indécente - La Passion selon Bart - Adieu cow-boy - La Dernière Folie de grand-père - To Bart or not to Bart - Papa furax - Apu puni - La Double Vie de Lisa - Une chaise pour deux - Option linguistique - Simpson Horror Show XII - Portugais - Tchèque - Japonais - Allemand - Les expressions de Ralph - Documentaire : "La difficulté d'aller au bal" - Documentaire : "Le 13ème homme d'équipage" - Documentaire : "Controverse brésilienne" - Rétrospective sur les jeux vidéo autour des Simpson - Documentaire : "Ralph se la coule douce" - Galerie de croquis - Publicités et affiches promotionnelles |
| Dates de sorties | | | | - Un petit mot de Matt Groening - Commentaires audio pour chaque épisode - Animatiques et storyboards Les parents trinquent et La Chasse au sucre - Scènes coupées avec ou sans commentaires - Simpson Horror Show XII - Les parents trinquent - Aphrodite Burns - La Vieille Peur d'Homer - Sans foi ni toit - La Chasse au sucre - Proposition à demi indécente - La Passion selon Bart - Adieu cow-boy - La Dernière Folie de grand-père - To Bart or not to Bart - Papa furax - Apu puni - La Double Vie de Lisa - Une chaise pour deux - Option linguistique - Simpson Horror Show XII - Portugais - Tchèque - Japonais - Allemand - Les expressions de Ralph - Documentaire : "La difficulté d'aller au bal" - Documentaire : "Le 13ème homme d'équipage" - Documentaire : "Controverse brésilienne" - Rétrospective sur les jeux vidéo autour des Simpson - Documentaire : "Ralph se la coule douce" - Galerie de croquis - Publicités et affiches promotionnelles |
| Région 1 | Région 2 | Région 4 | | - Un petit mot de Matt Groening - Commentaires audio pour chaque épisode - Animatiques et storyboards Les parents trinquent et La Chasse au sucre - Scènes coupées avec ou sans commentaires - Simpson Horror Show XII - Les parents trinquent - Aphrodite Burns - La Vieille Peur d'Homer - Sans foi ni toit - La Chasse au sucre - Proposition à demi indécente - La Passion selon Bart - Adieu cow-boy - La Dernière Folie de grand-père - To Bart or not to Bart - Papa furax - Apu puni - La Double Vie de Lisa - Une chaise pour deux - Option linguistique - Simpson Horror Show XII - Portugais - Tchèque - Japonais - Allemand - Les expressions de Ralph - Documentaire : "La difficulté d'aller au bal" - Documentaire : "Le 13ème homme d'équipage" - Documentaire : "Controverse brésilienne" - Rétrospective sur les jeux vidéo autour des Simpson - Documentaire : "Ralph se la coule douce" - Galerie de croquis - Publicités et affiches promotionnelles |
| 24 août 2010 | 20 septembre 2010 | 1er décembre 2010 | | - Un petit mot de Matt Groening - Commentaires audio pour chaque épisode - Animatiques et storyboards Les parents trinquent et La Chasse au sucre - Scènes coupées avec ou sans commentaires - Simpson Horror Show XII - Les parents trinquent - Aphrodite Burns - La Vieille Peur d'Homer - Sans foi ni toit - La Chasse au sucre - Proposition à demi indécente - La Passion selon Bart - Adieu cow-boy - La Dernière Folie de grand-père - To Bart or not to Bart - Papa furax - Apu puni - La Double Vie de Lisa - Une chaise pour deux - Option linguistique - Simpson Horror Show XII - Portugais - Tchèque - Japonais - Allemand - Les expressions de Ralph - Documentaire : "La difficulté d'aller au bal" - Documentaire : "Le 13ème homme d'équipage" - Documentaire : "Controverse brésilienne" - Rétrospective sur les jeux vidéo autour des Simpson - Documentaire : "Ralph se la coule douce" - Galerie de croquis - Publicités et affiches promotionnelles |